# Авінджер (Техас)
Авінджер (англ. Avinger) — місто (англ. town) в США, в окрузі Кесс штату Техас. Населення — 371 особа (2020).

## Географія
Авінджер розташований за координатами 32°53′49″ пн. ш. 94°33′10″ зх. д. / 32.89694° пн. ш. 94.55278° зх. д. (32.896930, -94.552882).  За даними Бюро перепису населення США в 2010 році місто мало площу 5,07 км², з яких 5,04 км² — суходіл та 0,03 км² — водойми.

## Демографія
Згідно з переписом 2010 року, у місті мешкали 444 особи в 191 домогосподарстві у складі 113 родин. Густота населення становила 88 осіб/км².  Було 222 помешкання (44/км²).
Расовий склад населення:
| - 79,5 % — білих - 13,1 % — чорних або афроамериканців - 0,9 % — корінних американців - 4,3 % — осіб інших рас |

До двох чи більше рас належало 2,3 %. Частка іспаномовних становила 7,2 % від усіх жителів.
За віковим діапазоном населення розподілялося таким чином: 22,3 % — особи молодші 18 років, 57,0 % — особи у віці 18—64 років, 20,7 % — особи у віці 65 років та старші. Медіана віку мешканця становила 45,5 року. На 100 осіб жіночої статі у місті припадало 98,2 чоловіків;  на 100 жінок у віці від 18 років та старших — 110,4 чоловіків також старших 18 років.
Середній дохід на одне домашнє господарство  становив 37 440 доларів США (медіана — 33 125), а середній дохід на одну сім'ю — 50 004 долари (медіана — 47 386). За межею бідності перебувало 15,3 % осіб, у тому числі 20,8 % дітей у віці до 18 років та 1,2 % осіб у віці 65 років та старших.
Цивільне працевлаштоване населення становило 145 осіб. Основні галузі зайнятості: освіта, охорона здоров'я та соціальна допомога — 34,5 %, роздрібна торгівля — 16,6 %, виробництво — 9,0 %, мистецтво, розваги та відпочинок — 9,0 %.